# Montebello Hockey e Pattinaggio 2021-2022
Questa voce raccoglie le informazioni riguardanti il Montebello Hockey e Pattinaggio nelle competizioni ufficiali della stagione 2021-2022.

## Maglie e sponsor
| 1ª divisa | 2ª divisa |

## Organico

### Giocatori
| N° | Naz.                  | Ruolo | Sportivo                   |  |  |  |
| -- | --------------------- | ----- | -------------------------- |  |  |  |
| 2  | Italia (bandiera)     | E     | Diego Nicoletti            |  |  |  |
| 5  | Portogallo (bandiera) | E     | Nuno Paiva                 |  |  |  |
| 6  | Spagna (bandiera)     | E     | Juan Fariza                |  |  |  |
| 7  | Spagna (bandiera)     | E     | Antonio Miguelez Melendrez |  |  |  |
| 12 | Italia (bandiera)     | E     | Alex Zordan                |  |  |  |
| 24 | Italia (bandiera)     | E     | Alessandro Fabris          |  |  |  |
| 27 | Italia (bandiera)     | P     | Michael Nardi              |  |  |  |
| 28 | Italia (bandiera)     | P     | Davide Pertigato           |  |  |  |
| 33 | Italia (bandiera)     | E     | Andrea Brendolin           |  |  |  |
| 76 | Italia (bandiera)     | E     | Mattia Ghirardello         |  |  |  |

### Staff tecnico
- Allenatore:  Luca Chiarello
- Allenatore in seconda:
- Preparatore atletico:
- Meccanico: